# Albert Brenner
Albert Brenner, noto anche come Al Brenner (Brooklyn, 17 febbraio 1926 – Los Angeles, 8 dicembre 2022), è stato uno scenografo statunitense.
Nel corso della sua carriera ha ricevuto cinque volte la candidatura al Premio Oscar nella categoria migliore scenografia (1976, 1978, 1979, 1985 e 1989), senza tuttavia mai vincere.

## Filmografia
- Bullitt, regia di Peter Yates (1968)
- Lo spaventapasseri (Scarecrow), regia di Jerry Schatzberg (1973)
- I ragazzi irresistibili (The Sunshine Boys), regia di Herbert Ross (1975)
- Due vite, una svolta (The Turning Point), regia di Herbert Ross (1977)
- Goodbye amore mio! (The Goodbye Girl), regia di Herbert Ross (1977)
- California Suite, regia di Herbert Ross (1978)
- 2010 - L'anno del contatto (2010), regia di Peter Hyams (1984)
- Scuola di mostri (The Monster Squad), regia di Fred Dekker (1987)
- Il presidio - Scena di un crimine (The Presidio), regia di Peter Hyams (1988)
- Spiagge (Beaches), regia di Garry Marshall (1988)
- The Program, regia di David S. Ward (1993)